# Au nom de la terre
Ne doit pas être confondu avec Pierre Rabhi : Au nom de la terre.
Pour plus de détails, voir Fiche technique et Distribution.
Au nom de la terre est un drame français réalisé par Édouard Bergeon et sorti en 2019.
Il s'agit du premier long métrage du réalisateur.
Il est présenté au Festival du film francophone d'Angoulême

## Synopsis
En 1979, à 25 ans, Pierre Jarjeau rentre du Wyoming — où il a travaillé et achevé de se former dans un vaste ranch d'élevage — pour retrouver sa fiancée, Claire, et reprendre la ferme familiale : il la rachète à crédit à son père, plein d'ambition.
En 1996, Pierre et Claire ont deux enfants adolescents, la ferme s'est agrandie, la mécanisation des cultures s'est accrue et l'élevage paternel d'ovins a fait place à un élevage de chevreaux plus rentable. Mais les dettes se sont pour cela accumulées et Claire apprend à Pierre que la trésorerie est à sec. Pour tenir la tête hors de l'eau, elle accepte de faire la comptabilité d'un avocat, en plus de la gestion de la ferme qu'elle assume largement et des tâches ménagères. Mais elle aime Pierre...
Pour s'en sortir, celui-ci projette d'utiliser la période creuse d'élevage des chevreaux pour se diversifier dans un élevage de poulets. La société volaillère avec laquelle il se met en cheville lui promet monts et merveilles, lui explique qu'il ne rentabilisera pas l'installation sur une activité temporaire, et lui conseille de voir grand en construisant un nouveau bâtiment, entièrement automatisé, pour les poulets. Mais il faut pour cela de nouveau souscrire un lourd emprunt, que la banque lui octroie sans difficulté au vu du projet parrainé par son client. Autour de lui, les réactions vont de la jalousie au catastrophisme.
Les choses ne se passent pas comme prévu, l'automatisation est défaillante, Pierre et Claire s'épuisent. Son père lui reproche de ne pas l'avoir écouté, père et fils sont aussi têtus et bourrus l'un que l'autre. Le pire est à venir : le bâtiment des chevreaux prend feu devant Pierre et sa famille impuissants.
Pierre sombre : il est prostré, se lève à peine pour fumer puis se recouche. Le peu qu'il fait à la ferme s'avère dangereux. Au bout de quelques mois, Claire se résout à le faire interner, comme le lui conseille un médecin. Elle et les enfants ne peuvent même pas le voir, c'est la condition de la réussite des soins. Effectivement, il sort, retrouve avec bonheur les siens et la ferme. Il semble prêt à rebondir. Mais quelque temps plus tard, il met fin à ses jours en avalant un mélange de produits toxiques de la ferme.
Les derniers plans du film montrent la tombe de Pierre Jarjeau : 1954-1999, inscription à laquelle se substitue Christian Bergeon, avec les mêmes dates, puisque le film est inspiré de la vie du père du réalisateur. Un panneau rappelle qu'en France un agriculteur se suicide chaque jour.

## Fiche technique
Sauf indication contraire, les informations mentionnées dans cette section peuvent être confirmées par la base de données cinématographiques Unifrance,  présente dans la section « Liens externes ».
- Titre original : Au nom de la terre
- Réalisation : Édouard Bergeon
- Scénario : Édouard Bergeon, Emmanuel Courcol et Bruno Ulmer
- Musique : Thomas Dappelo
- Direction artistique : Camille Bougon-Pigneul
- Décors : Pascal le Guellec
- Costumes : Ariane Daurat
- Photographie : Éric Dumont
- Son : Philippe Vandendriessche
- Montage : Luc Golfin
- Production : Philip Boëffard et Christophe Rossignon
  - Coproduction : Guillaume Canet et Patrick Quinet
  - Production associée : Pierre Guyard
  - Production exécutive : Ève François Machuel
- Sociétés de production : Nord-Ouest Films, en coproduction avec Artémis Productions, Be tv / VOO, Caneo Films, France 2 Cinéma et RTBF
- Sociétés de distribution : Diaphana Distribution (France) ; Axia Films (Québec), Filmcoopi (Suisse), O'Brother Distribution (Belgique)
- Budget : 5,3 millions d'euros
- Pays de production :  France
- Langue originale : français
- Format : couleur — 2,35:1 (Scope) — son 5.1
- Genre : drame
- Durée : 103 minutes
- Dates de sortie[4] :
  - France : 17 juin 2019 (avant-première nationale à Vizille)[5] ; 21 août 2019 (Festival du film francophone d'Angoulême)[2] ; 25 septembre 2019 (sortie nationale)
  - Belgique : 9 octobre 2019
  - Suisse romande : 6 novembre 2019
  - Québec : 31 juillet 2020
- Classification :
  - France : Tous publics[6]

## Distribution
- Guillaume Canet : Pierre Jarjeau
- Veerle Baetens : Claire Jarjeau
- Anthony Bajon : Thomas Jarjeau
- Rufus : Jacques Jarjeau, père de Pierre
- Samir Guesmi : Mehdi
- Yona Kervern : Emma Jarjeau
- Marie-Christine Orry : Martine Jarjeau
- Mélanie Raffin : Sarah
- Solal Forte : Rémi
- Michel Lerousseau : le médecin
- Emmanuel Courcol : le notaire
- Christophe Rossignon : le banquier
- Gilles Kneusé : le psychiatre

## Production

### Genèse et développement
Le scénario s'inspire de la propre vie du réalisateur-scénariste et de sa famille. Il décrit lui-même son film comme « une saga familiale qui porte un point de vue humain sur l’évolution du monde agricole de ces quarante dernières années ».
Guillaume Canet découvre par hasard le documentaire Les Fils de la terre d'Édouard Bergeon en allumant sa télévision. Il est alors en tournage de Mon garçon, produit par Christophe Rossignon. L'acteur dit alors à ce dernier qu'il aimerait adapter un long métrage de ce documentaire et qu'il souhaite le réaliser. Christophe Rossignon explique que ce projet est déjà en développement et qu'il va le produire. Guillaume Canet découvre le scénario et s'implique d'emblée dans le projet.

### Attribution des rôles
À la mi-juin 2018, Guillaume Canet, Veerle Baetens et Rufus sont mentionnés pour la participation du film, ainsi qu'Anthony Bajon et Samir Guesmi à la fin du même mois.

### Tournage

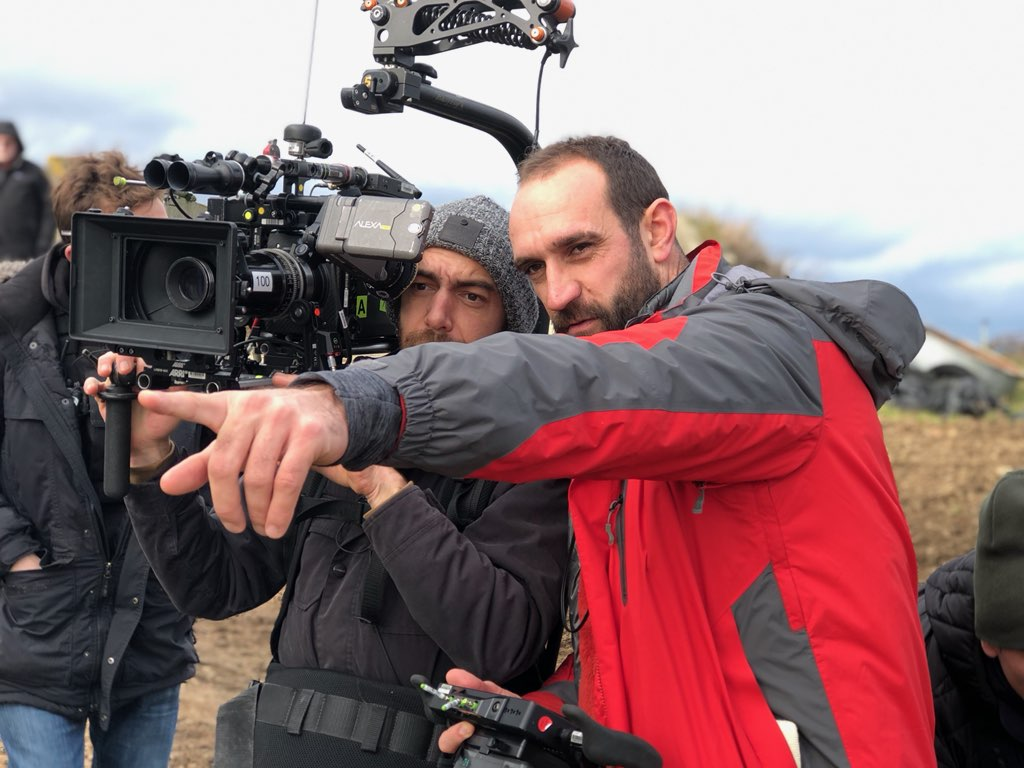
Édouard Bergeon en plein tournage.

Le tournage débute le 25 juin 2018. Il a principalement lieu sur une exploitation agricole à Saint-Pierre-sur-Orthe (Mayenne), à l'EARL de La Touche. Il se déroule sur deux périodes distinctes (été et hiver). Cela est bénéfique au réalisateur pour la seconde période :

« En démarrant le second tournage, j’étais mieux préparé : toutes mes scènes étaient découpées, j’avais déjà monté la première partie du film, je savais ce qui marchait et ce qui ne marchait pas, le temps qu’il fallait pour préparer un plan, à quelle vitesse le plateau pouvait réagir et, surtout, j’ai retrouvé l’instinct qui me guide lorsque je tourne mes documentaires, que je cadre toujours moi-même. J’ai davantage et beaucoup mieux assumé ma mise en scène. »

— Édouard Bergeon
Il a également lieu dans la Sarthe, en une seule journée, à la mi-juillet 2018, et à Laval, fin janvier 2019, pour la place Saint-Tugal, devant le palais de justice,, et le Centre hospitalier.

## Accueil

### Avant-première, festival et sorties

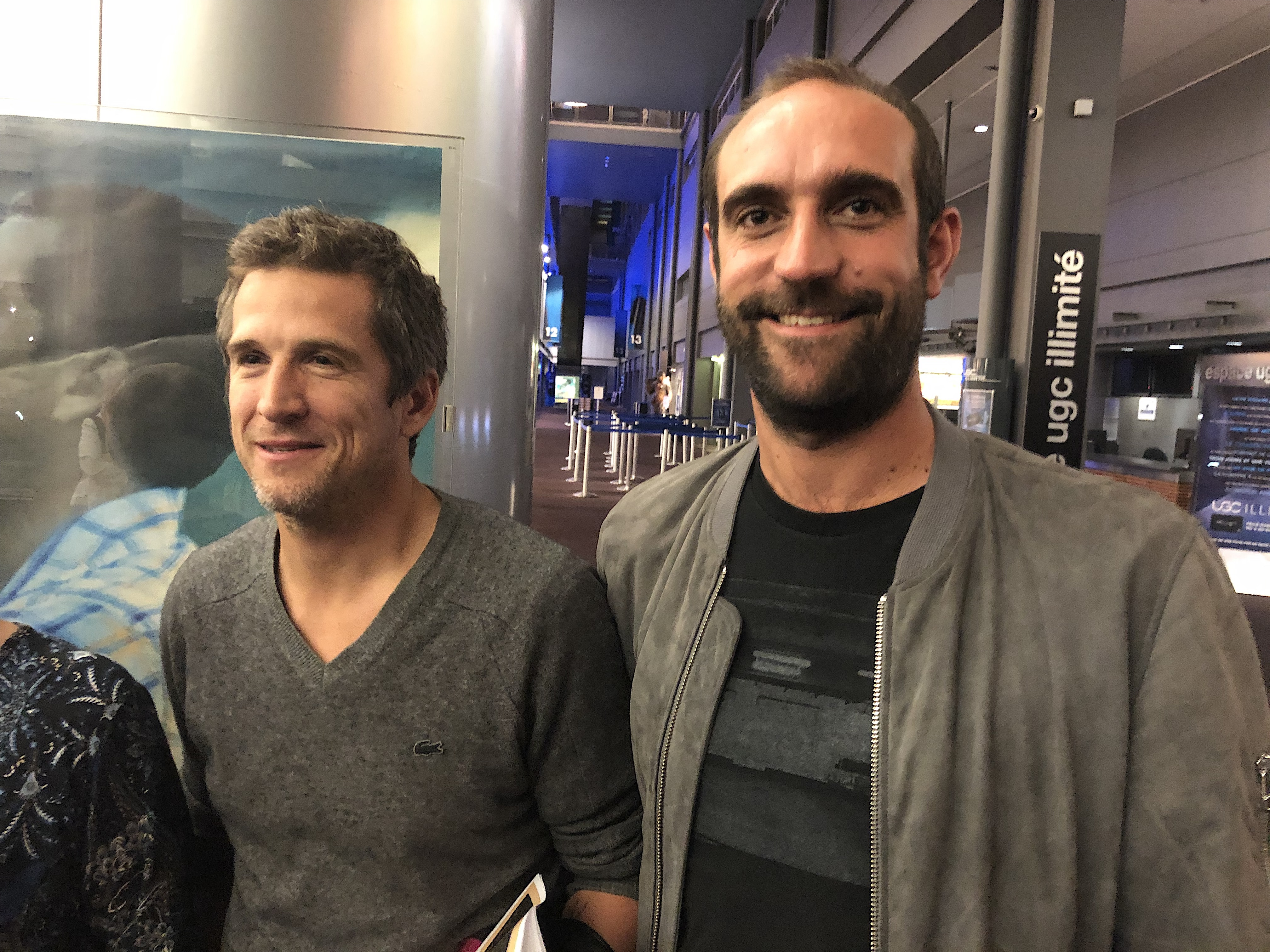
Guillaume Canet et Édouard Bergeon, lors de l'avant-première à Strasbourg.

Au nom de la terre est projeté en avant-première nationale à Vizille (Isère) dans la soirée du 17 juin 2019, au cinéma Jeu de paume, puis d'autres avant-premières se poursuivent dans quelques villes. Il est également présenté dans la soirée du 21 août 2019 au Festival du film francophone d'Angoulême, où Anthony Bajon obtient son Valois du meilleur acteur.
Il sort, le 25 septembre 2019, dans toutes les salles françaises. En Belgique, il sort le 9 octobre 2019.

### Accueil critique
Le film reçoit un excellent accueil auprès du monde rural, moins dans les zones urbaines. En trois semaines d'exploitation il atteint le million d'entrées.

### Box-office
Produit avec un budget de 5,37 millions d'euros, Au nom de la terre atteint 1 975 583 entrées salles en France et 72 949 en Italie. Les recettes monde s'élèvent à 15,4 millions de $, soit une rentabilité (hors DVD et VOD) de l'ordre de 340 %[réf. nécessaire].

## Distinctions

### Récompense
- Festival du film francophone d'Angoulême 2019 : Valois du meilleur acteur pour Anthony Bajon dans le rôle de Thomas Jarjeau

### Nominations
- Festival du film francophone d'Angoulême 2019 : 
  - Valois du scénario pour Édouard Bergeon
  - Valois de la musique de film pour Thomas Dappelo

- César 2020 : 
  - Meilleur premier film pour Édouard Bergeon
  - Meilleur espoir masculin pour Anthony Bajon dans le rôle de Thomas Jarjeau
  - César du public